# 阿部圭吾
阿部 圭吾（あべ けいご、1938年10月28日 - 2019年12月21日）は、日本の松濤館流空手家。 
1999年からは師範代 で九段位 。中山正敏 (空手家) (1913–1987), に師事。日本空手協会師範。

## 経歴
阿部は1938年10月28日、 愛媛県 伊予町（ 四国島）生まれ   。先祖には侍 で過去に2人の泥棒が彼の家族の家に入った事件について、「私の家族が殺した; 2つの墓がまだ私の家の近くに立っている」と語った  。15歳の1953年に、彼は空手と柔道の武道の訓練を始めた。彼は当初、 志都流風の空手の勉強を始めた。  
1956年、日本大学に入学し、工学を学び 、4年後に卒業した。1958年に中山正敏のもとで日本空手協会（JKA）本部道場でトレーニングを開始。2000年のインタビューで、「中山先生は偉大でした。私たちを非常に熱心に指導し、常に私たちに一生懸命訓練するだけでなく、私たちが訓練しているものを知的に探究するように勧めていました。みずからは自分自身を理解し、善良な人間であることを強調していました 」と語る。 
1961年、榎枝慶之輔との注目のトーナメントの試合を戦い6つの延長後で決定によって敗北。彼は1965年にJKAインストラクター養成プログラムを卒業し、JKAの本部道場のインストラクターチームの長期奉仕メンバーとなる。他の研修生（ジュニアインストラクター）と同様に、阿部はみずからの戦闘スキルを向上させるために地元の暴力団に対して路上での「技術練習」をしていた。一方で、中山を通じて、ボンド映画「 You Only Live Twice」（1967年）の制作に携わる。中山は映画に出演するよう招待されたが都合により出演できなかったので、代わりに阿部を推薦したというもの。  
中山は、阿部の強みは背後のテクニックと距離感であると書いている。  初のJKA全国選手権で優勝、1973年JKA国際親善大会チーム戦で優勝、2・3回目の日本空手道連盟全国選手権東京代表。  
阿部は中山と密接な師弟関係にあり、技術的知識から恩恵を受け、指導面でも補佐した  。彼は中山の空手に関する本でテクニックを示したインストラクターの一人であり   中山の死の2年前の1985年に、阿部はJKAのディレクターに任命された。  1990年にJKAを分割した後はJKA（松野派）のテクニカルディレクターになる。 彼は今日の松濤館空手競技者によって使用されている一本勝負トーナメント規則策定を担当した。 
阿部は1999年1月31日にJKA（松野派）を辞任 。1999年2月10日、独自の組織である日本松濤館空手道協会 （ JSKA ）を結成    。2000年に組織について尋ねられたとき、「空手の組織のほとんどのリーダーとは異なり、私の組織は大きくなることを望んでいません。 非常に大きな組織は、非常に大きな問題を意味します。 私はすべての人の生活のアクティブな部分で高度な品質を維持できる、より小さな組織が欲しいのです 」と語った。 
複数の武道の訓練に関して、「昔、武士は戦場の必要性からおそらく18の異なる芸術で訓練していた...私もクロス訓練を勧めます 」とし、空手以外にも居合道を30年以上修行し道を教えている。彼は60代になっても毎週4〜5回、朝から空手の練習とウェイトトレーニング、東京での空手の指導を続けていた。その後2008年1月にオーストラリアを訪問し、2009年5月にキプロスを訪れた 。 
2010年、阿部はヨーロッパのいくつかの国、特にポルトガルで行われる第5回JSKA世界空手道選手権の指導で、スウェーデン、エストニア、イラン、イスラエル、メキシコ、アメリカ合衆国を歴訪  。